# Kongo-Kinshasa i olympiska sommarspelen 2016
Kongo-Kinshasa deltog med fyra deltagare vid de olympiska sommarspelen 2016 i Rio de Janeiro. Ingen av landets deltagare erövrade någon medalj.

## Friidrott
Förkortningar
- Notera– Placeringar avser endast det specifika heatet.
- Q = Tog sig vidare till nästa omgång
- q = Tog sig vidare till nästa omgång som den snabbaste förloraren eller, i fältgrenarna, genom placering utan att nå kvalgränsen
- NR = Nationellt rekord
- N/A = Omgången fanns inte i grenen
- Bye = Idrottaren behövde inte tävla i omgången

Bana och väg
| Idrottare             | Gren                 | Heat     | Heat      | Final            | Final            |
| Idrottare             | Gren                 | Resultat | Placering | Resultat         | Placering        |
| --------------------- | -------------------- | -------- | --------- | ---------------- | ---------------- |
| Makorobondo Salukombo | Herrarnas maraton    | i.u.     | i.u.      | 2:28:54          | 113              |
| Beatrice Alice        | Damernas 5 000 meter | 19:29,47 | 16        | Gick inte vidare | Gick inte vidare |

## Judo
| Idrottare    | Gren                          | Omgång 1             | Omgång 2              | Omgång 3             | Kvartsfinaler        | Semifinaler          | Återkval             | Final / BM           | Final / BM       |
| Idrottare    | Gren                          | Motståndare Resultat | Motståndare Resultat  | Motståndare Resultat | Motståndare Resultat | Motståndare Resultat | Motståndare Resultat | Motståndare Resultat | Placering        |
| ------------ | ----------------------------- | -------------------- | --------------------- | -------------------- | -------------------- | -------------------- | -------------------- | -------------------- | ---------------- |
| Rodrick Kuku | Herrarnas halv lättvikt −66kg | Bye                  | Mateo (DOM) L 000–010 | Gick inte vidare     | Gick inte vidare     | Gick inte vidare     | Gick inte vidare     | Gick inte vidare     | Gick inte vidare |

## Taekwondo
| Idrottare   | Gren            | Åttondelsfinaler      | Kvartsfinaler        | Semifinaer           | Återkval             | Final                | Final            |
| Idrottare   | Gren            | Motståndare Resultat  | Motståndare Resultat | Motståndare Resultat | Motståndare Resultat | Motståndare Resultat | Placering        |
| ----------- | --------------- | --------------------- | -------------------- | -------------------- | -------------------- | -------------------- | ---------------- |
| Rosa Keleku | Damernas −49 kg | Manjarrez (MEX) L 5–9 | Gick inte vidare     | Gick inte vidare     | Gick inte vidare     | Gick inte vidare     | Gick inte vidare |